# Porcellio taygetinus
Porcellio taygetinus är en kräftdjursart som beskrevs av Hans Strouhal1938. Porcellio taygetinus ingår i släktet Porcellio och familjen Porcellionidae. Inga underarter finns listade i Catalogue of Life.